# 그리스와 덴마크의 왕자 페트로스
그리스와 덴마크의 왕자 페트로스(그리스어: Πρίγκιπας Πέτρος της Ελλάδας και της Δανίας 프링기파스 페트로스 티스 엘라다스 케 티스 다니아스[*], 1908년 12월 3일 ~ 1980년 10월 15일)는 그리스의 왕족으로, 요르요스 1세의 차남인 왕자 요르요스와
마리 보나파르트 공녀의 장남이다. 또한 제2차 세계대전 기간 동안 그리스군에서 장교로 활약했으며, 인류학자로 활동해 티베트 지역의 다양한 문물에 대한 정통한 연구와 저서로 잘 알려져있다.

## 생애
파리 출생이며, 프랑스에서 유년기를 보냈다. 이후 1912년과 1935년까지 제1차 세계 대전과 그리스 제2공화국의 여파로 인해 그리스를 방문하지 않았으며, 대신 덴마크의 왕자라는 점으로 인해 덴마크로 이동해 1932년 군에 입대한 뒤 1934년 소위로 임관되었다. 또한 파리의 장송 드 사이 고등학교에서 교육을 받은 후 파리 대학교에서 박사 학위를 수여받았으며, 1935년부터 1936년까지 런던 정치경제대학교에서 브로니스와프 말리노프스키로부터 인류학 수업을 받았다. 이후 부모님과 함께 그리스를 방문했으며, 1937년 잠시 크레타에 머물기도 했다.
이후 1935년 러시아 출신의 평민 여성인 이리나 알렉산드로브나 옵친니코바와 만났으며, 1937년 학술 연구 목적으로 함께 인도와 티베트 지역을 탐험하였다. 그 뒤 1938년 옵친니코바와 공식적으로 결혼하기로 선언했으나 부모님의 반대에 무딪혀 결국 아버지인 요르요스와 의절하였고, 자동적으로 그리스의 왕위 계승 순위에서 배제되었다.
그 뒤 제2차 세계대전이 발발하자 1940년 예일 대학교의 초빙 교수로 있던 말리노프스키의 연구원 제의를 거절하였고, 대신 그리스 군의 장교로 합류해 그리스-이탈리아 전쟁에 참가하였다. 이후 1941년 그리스 전투로 인해 그리스 본토가 나치 독일에 점령되었으며, 왕족들은 크레타로 피신하였으나 얼마 후 크레타 전투가 시작되어 크레타까지 나치 독일이 장악하게 되었다. 그 뒤 페트로스는 잔여 병력들을 재정비해서 연합국 세력과 함께 싸웠으며, 서부 사막 전역, 시칠리아 침공, 이탈리아 침공 등의 전투에 참여하였다.
제2차 세계대전이 종결된 이후 그리스로 복귀하기를 희망했으나 새로 왕위를 계승한 파블로스가 옵친니코바와의 결혼을 인정하지 않아 결국 무산되었고, 결국 덴마크로 이주한 뒤 헤닝 하슬룬드크리스텐센과 만나 티베트 탐험대를 이끌어달라는 제안을 받았다. 이후 제의를 승낙해 1949년부터 1952년까지 인도와 티베트 및 스리랑카 일대를 조사하며 텐규르와 칸규르 등 다양한 자료를 수집하였으며, 1953년부터 1962년까지 아프가니스탄과 티베트 지역을 재차 탐사하며 일처 다부제에 대한 연구 결과를 책으로 출판하였다. 하지만 티베트를 점령한 중국 정부를 비판한 것으로 인해 탄압을 받게 되었으며, 결국 인도 정부로부터 추방 명령을 받아 1957년 유럽으로 돌아오게 되었다.
유럽으로 돌아온 뒤 런던에 정착헤 런던 정치경제대학교에서 학업을 이어나갔으며, 1959년에 철학 박사 학위를 받았다. 이후 1961년 아테네 대학교에서 교육을 받을 기회를 얻었으나 그리스 왕실의 개입으로 무산되었고, 1960년대 북유럽 협의회의 회장을 맡아 북유럽에 거주하고 있던 티베트인들을 돕는 일에 힘썼다. 이후 1980년 두개내출혈로 런던에서 세상을 떠났으며, 그리스 정부에서 페트로스의 시신을 인양하기를 거부해 1981년 덴마크에 시신이 안장되었다.